# Bolbelasmus coreanus
Bolbelasmus coreanus là một loài bọ cánh cứng trong họ Geotrupidae. Loài này được Kolbe miêu tả khoa học năm 1886.